# Fairest
Fairest (с англ. — «Прекраснейшая») — серия комиксов, которая выпускалась компанией Vertigo с 2012 по 2015 год. Является спин-оффом Fables и описывает приключения и истории горожанок и героинь Фейблтауна.

## Синопсис
Серия комиксов содержит 9 сюжетных линий:
- «Wide Awake» (выпуски 1-6)
- «Lamia» (выпуск 7)
- «The Hidden Kingdom» (выпуски 8-13)
- «Aldered States» (выпуск 14)
- «The Return of the Maharaja» (выпуски 15-20)
- «Fairest in All the Land» (графический роман)
- «Of Men and Mice» (выпуски 21-26)
- «Clamour for Glamour» (выпуски 27-32)
- «Goldilocks and the Three (or More) Bears» (выпуск 33).

### Выпуски
| №  | Дата выхода     | Оценка на Comic Book Roundup   | Предполагаемый объём продаж (первый месяц) |
| -- | --------------- | ------------------------------ | ------------------------------------------ |
| 1  | 7 марта 2012    | 7 из 10 на основе 16 рецензий  | 31 769, позиция в Северной Америке — 60    |
| 2  | 4 апреля 2012   | 7,2 из 10 на основе 6 рецензий | 22 997, позиция в Северной Америке — 89    |
| 3  | 9 мая 2012      | 8,7 из 10 на основе 3 рецензий | 22 329, позиция в Северной Америке — 116   |
| 4  | 6 июня 2012     | 8,6 из 10 на основе 4 рецензий | 21 156, позиция в Северной Америке — 109   |
| 5  | 4 июля 2012     | 8,2 из 10 на основе 2 рецензий | 20 371, позиция в Северной Америке — 107   |
| 6  | 8 августа 2012  | 7,7 из 10 на основе 5 рецензий | 19 446, позиция в Северной Америке — 129   |
| 7  | 5 сентября 2012 | 8 из 10 на основе 7 рецензий   | 18 626, позиция в Северной Америке — 125   |
| 8  | 3 октября 2012  | 7,9 из 10 на основе 6 рецензий | 18 376, позиция в Северной Америке — 134   |
| 9  | 7 ноября 2012   | 7,3 из 10 на основе 6 рецензий | 17 417, позиция в Северной Америке — 129   |
| 10 | 5 декабря 2012  | 8,5 из 10 на основе 3 рецензий | 16 919, позиция в Северной Америке — 115   |
| 11 | 9 января 2013   | 8,2 из 10 на основе 4 рецензий | 16 498, позиция в Северной Америке — 121   |
| 12 | 6 февраля 2013  | 8,2 из 10 на основе 3 рецензий | 16 141, позиция в Северной Америке — 130   |
| 13 | 6 марта 2013    | 8,5 из 10 на основе 4 рецензий | 15 693, позиция в Северной Америке — 136   |
| 14 | 3 апреля 2013   | 6,6 из 10 на основе 6 рецензий | 15 269, позиция в Северной Америке — 133   |
| 15 | 1 мая 2013      | 7,3 из 10 на основе 3 рецензий | 14 959, позиция в Северной Америке — 151   |
| 16 | 5 июня 2013     | 6,5 из 10 на основе 2 рецензий | 14 289, позиция в Северной Америке — 148   |
| 17 | 3 июля 2013     | 5,8 из 10 на основе 4 рецензий | 13 915, позиция в Северной Америке — 171   |
| 18 | 7 августа 2013  | 6,7 из 10 на основе 3 рецензий | 13 511, позиция в Северной Америке — 142   |
| 19 | 4 сентября 2013 | 6,7 из 10 на основе 3 рецензий | 13 278, позиция в Северной Америке — 210   |
| 20 | 2 октября 2013  | 8 из 10 на основе 2 рецензий   | 13 008, позиция в Северной Америке — 184   |
| 21 | 4 декабря 2013  | 7,2 из 10 на основе 4 рецензий | 12 718, позиция в Северной Америке — 161   |
| 22 | 8 января 2014   | 8 из 10 на основе 2 рецензий   | 12 434, позиция в Северной Америке — 156   |
| 23 | 5 февраля 2014  | 6,5 из 10 на основе 2 рецензий | 12 350, позиция в Северной Америке — 151   |
| 24 | 5 марта 2014    | 8 из 10 на основе 2 рецензий   | 11 872, позиция в Северной Америке — 160   |
| 25 | 2 апреля 2014   | 6,5 из 10 на основе 2 рецензий | 11 801, позиция в Северной Америке — 167   |
| 26 | 7 мая 2014      | 6,3 из 10 на основе 3 рецензий | 11 493, позиция в Северной Америке — 170   |
| 27 | 2 июля 2014     | 7,5 из 10 на основе 6 рецензий | 11 329, позиция в Северной Америке — 204   |
| 28 | 6 августа 2014  | 7,7 из 10 на основе 3 рецензий | 10 989, позиция в Северной Америке — 177   |
| 29 | 3 сентября 2014 | 6,5 из 10 на основе 2 рецензий | 10 772, позиция в Северной Америке — 190   |
| 30 | 1 октября 2014  | 7 из 10 на основе 1 рецензии   | 10 711, позиция в Северной Америке — 219   |
| 31 | 5 ноября 2014   | 6 из 10 на основе 1 рецензии   | 10 471, позиция в Северной Америке — 184   |
| 32 | 3 декабря 2014  | 5 из 10 на основе 1 рецензии   | 10 290, позиция в Северной Америке — 204   |
| 33 | 7 января 2015   | 6,9 из 10 на основе 3 рецензий | 10 461, позиция в Северной Америке — 177   |

### Сборники
| № | Название                                   | ISBN          | Дата выхода     | Собранный материал             | Предполагаемый объём продаж (первый месяц) |
| - | ------------------------------------------ | ------------- | --------------- | ------------------------------ | ------------------------------------------ |
| 1 | Fairest Vol. 1: Wide Awake                 | 1-4012-3550-6 | 21 ноября 2012  | Fairest #1-7                   | 6 082, позиция в Северной Америке — 4      |
| 2 | Fairest Vol. 2: Hidden Kingdom             | 1-4012-4021-6 | 24 июля 2013    | Fairest #8-14                  | 4 657, позиция в Северной Америке — 7      |
| 3 | Fairest Vol. 3: The Return of the Maharaja | 1-4012-4593-5 | 28 мая 2014     | Fairest #15-20                 | 4 179, позиция в Северной Америке — 13     |
| 4 | Fairest Vol. 4: Of Men and Mice            | 1-4012-5005-X | 1 октября 2014  | Fairest #21-26                 | 3 832, позиция в Северной Америке — 16     |
| 5 | Fairest Vol. 5: The Clamour for Glamour    | 1-4012-5426-8 | 19 августа 2015 | Fairest #27-33                 | 3 435, позиция в Северной Америке — 11     |
|   | Fairest In All the Land                    | 1-4012-3900-5 | 26 ноября 2013  | Оригинальный графический роман | 6 459, позиция в Северной Америке — 3      |

## Отзывы
На сайте Comic Book Round Up серия комиксов имеет оценку 7,2 из 10 на основе 124 рецензий. Джесс Шедин из IGN дал первому выпуске 8 баллов из 10 и отметил, что «Фил Хименес придаёт совершенно иную эстетику вселенной Fables своим рисунком». Келли Томпсон из Comic Book Resources, также обозревая первый номер, писала, что «рисунки Хименеса прекрасны во всём и, несомненно, являются звездой этого выпуска». Эдвард Кейя из Newsarama оценил первый номер в 5 баллов из 10 и посчитал, что он «не является блестящим началом для этой новой серии». Его коллега Дэвид Пепос дал первому выпуску оценку 3 из 10 и написал, что Fairest не совсем соответствует своему названию.